# Accord de Graz
L'accord de Graz était un accord sur la division de la Bosnie-Herzégovine entre le dirigeant serbe de Bosnie Radovan Karadžić et le dirigeant croate de Bosnie Mate Boban le 6 mai 1992, dans la ville autrichienne de Graz.
Cet accord définissait publiquement la division territoriale entre l'entité autoproclamée Republika Srpska et la Communauté croate d'Herzeg-Bosnie, tout en appelant à la fin des conflits entre Serbes et Croates.
Les représentants bosniaques ont été ignorés et ils n'ont délibérément pas été invités aux négociations, bien que les Bosniaques représentent non seulement le groupe de population le plus important de Bosnie, mais qu'ils vivent également dans les zones partagées par Karadzic et Boban,.
Franjo Tuđman présenta cet accord lors d'une conférence sur la Bosnie-Herzégovine parrainée par la Communauté européenne, dans une lettre adressée au sénateur américain Robert Dole.
Jusqu'alors, dans la plupart des combats en Bosnie, les Bosniaques et les Croates ont été alliés contre les forces serbes, et cet accord a été considéré comme une trahison par les Croates de Bosnie envers leurs alliés bosniaques.
Le Washington Post a comparé cet accord au pacte Hitler-Staline qui a divisé la Pologne, et le TPIY le considère comme une continuation de l'accord de Karađorđevo.

## Partage et conséquences
Dans les années 1990, profitant de la désintégration de la Yougoslavie, la Serbie et la Croatie cherchèrent à élargir leurs territoires en divisant la Bosnie, un objectif qu'elles poursuivaient depuis longtemps. Slobodan Milošević et Franjo Tuđman avaient déjà négocié à Karađorđevo sur la manière de diviser la Bosnie, et l'accord de Graz a confirmé ces négociations, ignorant ainsi les pourparlers tripartites (impliquant les Bosniaques, les Serbes et les Croates de Bosnie) qui étaient en cours depuis des mois sous l'égide de l'Union européenne.
Conformément à ces objectifs, les accords de paix proposés pour la Bosnie par Cutilliero et Vance-Owen ont été mal interprétés. Dans ces plans de paix, la Bosnie est présentée comme un État souverain dans son intégrité territoriale, mais ethniquement divisée. Cette ignorance de la multiethnicité a été saluée par la Serbie et la Croatie, qui ont interprété ces propositions d'accords de paix comme un soutien à la division ethnique de la Bosnie et au désir de la Serbie et de la Croatie de créer une Grande Serbie et une Grande Croatie à partir de certaines parties de la Bosnie. Ils ont incité les extrémistes Serbes et Croates de Bosnie à occuper par la force le plus de territoire possible, à le nettoyer ethniquement et à créer leurs propres États sur le territoire de la Bosnie, qu'ils annexeront plus tard à la Grande Serbie et à la Grande Croatie.
Herbert S. Okun, diplomate américain et envoyé spécial adjoint de l'ONU pour les Balkans, a témoigné en 2007 lors du procès d'anciens dirigeants croates de Bosnie devant le TPIY. Il avait assisté à des réunions où la division de la Bosnie a été discutée.
Comme l'a décrit Okun « les aspirations de la Croatie et de la Serbie à annexer des parties de la Bosnie-Herzégovine sont devenues évidentes après les rencontres de Tuđman et Milošević à Karađorđevo en mars 1991, et de Mate Boban et Radovan Karadžić en mai 1992 à Graz. Aucune des parties n'a caché ses projets de créer des États séparés en Bosnie-Herzégovine et de les annexer à la Serbie et à la Croatie lors de réunions ultérieures avec des diplomates internationaux ».
Selon l'accord de Graz, la démarcation territoriale des deux communautés de Bosnie-Herzégovine était censée être basée sur les frontières de la Banovina de Croatie convenues dans l'accord Cvetković-Maček de 1939.
Entre la Croatie et la Serbie nouvellement élargies se trouverait un petit État tampon bosniaque, appelé péjorativement «Pasaluk d'Alija» par les dirigeants croates et serbes, du nom du président bosniaque Alija Izetbegović.
Avec cet accord, les Serbes et les Croates de Bosnie, qui représentent respectivement 31 et 17 pour cent de la population, privent les Bosniaques du contrôle politique sur des dizaines de villes où ils étaient majoritaires depuis des siècles.
Les Serbes ont fixé la frontière de la Serbie au niveau de la rivière Neretva, ce qui diviserait Mostar en deux parties. Karadžić a exposé sa décision concernant Mostar, dont la population est majoritairement musulmane: « Nous accorderons aux Croates quatre cinquièmes de Mostar et nous en conserverons un cinquième ».
Il a été convenu que lors de la définition de la frontière entre les deux unités constitutives dans la région de Kupres, ainsi que Bosanska Posavina, il fallait tenir compte de la compacité des zones et des communications. Il a également été accepté que les villes à majorité croate d'Herceg-Bosnie y resteraient, tandis que les villes à majorité serbe, comme Kupres (51 % de Serbes) et les villes mixtes croates-musulmanes de Bosnie centrale rejoindraient la Republika Srpska.
L'accord stipulait: « Compte tenu de cet accord, il n'y a plus de raison de poursuivre un conflit armé entre les Croates et les Serbes sur l'ensemble du territoire de la Bosnie-Herzégovine. »
Comme les Croates veulent contrôler la totalité de Mostar et que les Serbes visent le couloir de Posavina, Milošević et Tuđman se mettent d'accord sur un échange: début juin, l'armée croate se retire de Posavina et les forces serbes quittent Mostar.
L'analyste militaire de «Vreme», Miloš Vasić, qualifie l'accord de Graz de «document le plus important de la guerre», visant à réduire le conflit entre les forces armées serbes et croates, permettant ainsi aux deux parties de se concentrer sur la capture du territoire bosniaque.
Les combats entre Serbes et Croates ont pris fin. Dès le début de 1993, les Croates étaient engagés dans des combats actifs contre les Bosniaques. En conséquence, les Bosniaques, extrêmement mal approvisionnés, ont dû lutter contre deux adversaires bien mieux armés. Les forces serbes, constituées de l'armée populaire yougoslave dominée par les Serbes, de groupes paramilitaires de la Serbie voisine et de rebelles serbes locaux, ont occupé la majeure partie du territoire bosniaque, causant des milliers de morts et des destructions généralisées, créant ainsi près d'un demi-million de réfugiés. Parallèlement, les milices croates du sud-ouest de la Bosnie occupaient une grande partie de cette zone, soutenues par l'armée croate et bénéficiant d'armes lourdes fournies par la république voisine de Croatie.
Pendant ce temps, la communauté internationale ne manifestait pas la volonté politique d'intervenir activement dans la guerre. Ce n'est qu'en réaction aux massacres répétés de la population bosniaque, notamment le génocide de Srebrenica, que l'OTAN est finalement intervenue activement dans le conflit.